# 森嶋東三
森嶋 東三（もりしま とうぞう、1920年1月8日 - 1984年6月7日）は、日本の経営者、銀行家。東ソー社長を務めた。山梨県出身。

## 経歴・人物
1941年に東京帝国大学法学部政治学科を卒業し、1942年に日本興業銀行に入行。1962年5月に取締役に就任し、1972年11月に常務を経て、1975年5月に副頭取に就任。1978年6月に東ソー顧問と副社長に就任ｓ、1979年6月には社長に昇格。
1984年6月7日胆管癌のために死去。64歳没。